# 日産・プレジデント
プレジデント（President）は、日産自動車が製造・販売していた高級セダンである。
1965年10月に初代モデルが発売され、以来2010年8月を以って4代目モデルが生産・販売終了となるまでの間、主に法人・要人向けの最上級車（フラグシップカー）として、44年10ヶ月に渡り製造・販売された。

## 概要
主に法人向け・ハイヤー向けの大型乗用車であり、日産自動車のフラグシップモデルであった。主に日本国内における官公庁・企業などでの公用車や社用車（役員車）等としての使用が想定されており、トヨタ自動車の「センチュリー」が競合車種となっていた。主として日本国内向けの車であったが、一方で1980年代後半から香港やシンガポールなど東南アジア地域のごく一部で輸出販売をしていた。
専用のボディと機構を持っていた初代、2代目モデルに対して、1990年（平成2年）に発売された3代目は『日産・インフィニティQ45（初代）』、2003年（平成15年）に発売された4代目は『シーマ（4代目）/インフィニティ・Q45（3代目）』の派生モデルとなっていた。4代目モデルが最新の安全基準を満たさなくなったことを機に、2010年（平成22年）8月をもって生産・販売を終了した。
車名は英語で「大統領」「総裁」「頭取」「社長」「統率者」などといった意味があることから、日本の政治経済を動かす人物が乗るのにふさわしい車、という思いを込めて命名された。
取り扱い販売会社は全国の日産店（ブルーバード販売会社）と、東京・大阪地区のモーター店（ローレル販売会社）だった。

## 初代 150型（1965年 - 1973年）
セドリックスペシャル（50型）の後継として1965年に登場。当時の日本製乗用車の中では車体、エンジンともに最大サイズであった。搭載エンジンはY40型 4.0L V型8気筒OHVとH30型 3.0L 直列6気筒OHVの2種類。
同時期のアメリカ製大型乗用車と軌を一にする水平基調のデザインは、元々2代目（130型）セドリック用に日産社内のデザイナーが計画していたものであったが、2代目セドリックが会社上層部の意向によりピニンファリーナによる欧州風デザインに差し替えられてしまったため、サイズ拡大のリデザインを受けてプレジデントに転用されたものである。
グレードは下からA・B・C・D仕様の4段階で、最上級となるD仕様の価格は300万円と、当時としては突出した高額であった。A・B仕様にはH30型エンジン、C・D仕様にはY40型エンジンが搭載され、Y40型搭載車にはフロントホイールアーチ後部、及びトランクリッド後端に「V8」のエンブレムが付加されていた。トランスミッションはA仕様にはフルシンクロの3速MTが標準装備され、B仕様以上には6ポジション3速ATが採用された。フェンダーミラーには日本製市販車初のワイヤー式リモコンミラーが採用された。
足回りは速度比例型のショックアブソーバー、路面からの振動を吸収し前のめり現象やローリングを防止するリーフ式サスペンションにより、快適な乗り心地を目指した。また、日本製乗用車初の対向ピストン型ブレーキキャリパーを搭載している。
室内は当時主流のアメリカ製高級車を上回る広さである。シートはオプションを含めると8種類のシートが用意され、人間工学の最新理論に基づいて材質、手触り、色柄にこだわったものになっている。その中にはパワーシステムによるリクライニング式のものもある。運転手側への配慮も抜かりなく、ダッシュボード側にもソフトパッドが張られている。日本初のパワーステアリングも装備され、従来の4分の1もしくは5分の1の操作力で車庫入れや駐車ができるようになり、高速安定性も上がった。潤滑油や冷却水の交換も比較的低頻度でよいなど、整備関係での簡略化も図られている。
本車種は、当時の佐藤栄作首相の公用車としても納入された。ライバルとなるトヨタ・センチュリーは2年遅れでの登場だったこともあり、販売台数はセンチュリーの2倍を記録している。

### 年表
- 1965年10月21日 - 国産初の高級大型乗用車（フルサイズカー）として発表[3]。
- 1965年12月11日 - 東京、名古屋、大阪で販売開始[6]。来春には全国の日産系列店で発売することを明らかにした。
- 1965年12月15日 - 同月30日まで、D仕様車が羽田空港国内線ターミナルメインロビー内にて展示される。ターンテーブルの横には同車の説明が流れるようになっていた[7]。
- 1966年5月27日 - 当時の佐藤首相の使用車として、D仕様車が1台納入される[5]。
- 1966年5月31日 - 高松宮家に納入[5]。
- 1968年5月17日 - 警視庁第八方面交通機動隊にD仕様車のパトロールカーを1台納入[8]。中央自動車道で速度違反取締車として活躍した。
- 1968年10月21日 - 一部改良[9]。D仕様の一部の装備がオプションとなる。A・B仕様車もパワーステアリングを標準装備する。足まわりはフロントサスペンションをアンチハーシュ効果の高いものに変更され、パワーブレーキにタンデムダイヤフラム型マスターバックを採用した。この他、各種安全装備が追加される。ボディカラーにシルバーとホワイトを追加、室内色は赤、黒、グレーから選択できるようになった。
- 1969年10月20日 - B・C・D仕様車のATがボルグワーナー製からニッサン・フル・オートマチックに変更[10]。搭載されたものには大排気量エンジンに適合するような改良を施している。車両価格は据え置きである。
- 1971年2月23日 - D仕様車のオプションに、ニッサンE・A・Lが追加[11]。
- 1971年12月10日 - マイナーチェンジ[12]。グレードはA・B・D仕様の3段階に。今までオプション設定されたコラシプルステアリングを標準装備とし、安全パッド付ステアリングホイール、ブレーキGバルブ、ブレーキ油圧警告灯、脱落式バックミラーを全車標準装備とした。その他にも安全性の充実が図られた。また、シート設計の見直しやドアまわりの改良によって居住性が向上した。外観ではリアビューの形状、フェンダーミラー形状変更、フロントフェンダーの左右端部の見切り用飾りも形状変更。

### 各仕様
無印は標準、▲はオプション。
| 型式  | エンジン | グレード | フロントシート | リアシート                                                           | 装備 |
| ----- | -------- | -------- | --- | -------------------------------------------------------------------- | --- |
| H150D | Y40型    | D仕様    | ・パワーリクライニングシート ・手動リクライニングシート ・セミセパレートベンチ ・6ウェイパワーシート                    | ・パワーリクライニングシート ・セミセパレートベンチ                  | パワーステアリング クーラー パワーウィンドウ フェンダーミラーコントロール AM/FMラジオ EL式メーター盤照明 パーク自動切換装置                                                                                      |
| H150  | Y40型    | C仕様    | ・ベンチシート ・▲パワーリクライニングシート ・▲手動リクライニングシート ・▲セミセパレートベンチ ・▲6ウェイパワーシート | ・ベンチシート ・▲パワーリクライニングシート ・▲セミセパレートベンチ | パワーステアリング ▲セミトランジスタイグニッション ▲パワーウィンドウ ▲AM/FMラジオ ▲EL式メーター盤照明 ▲リアヒーターコントロール ▲パワードアロック ▲パワードアベンチレーター その他のオプションはA・B仕様車と同じ |
| 150A  | H30型    | B仕様    | ・ベンチシート ・▲セパレートシート                                                                                      | ・ベンチシート                                                       | パワーブレーキ 電熱線入りリアウィンドウ 3速MT ▲パワーステアリング ▲前照灯自動切換装置 ▲室内操作式アウトサイドバックミラー ▲シートベルト ▲クーラー                                                                |
| 150   | H30型    | A仕様    | ・ベンチシート ・▲セパレートシート                                                                                      | ・ベンチシート                                                       | パワーブレーキ 電熱線入りリアウィンドウ 3速MT ▲パワーステアリング ▲前照灯自動切換装置 ▲室内操作式アウトサイドバックミラー ▲シートベルト ▲クーラー                                                                |

| グレード | フロントシート | リアシート                             | 装備 |
| -------- | --- | -------------------------------------- | --- |
| D仕様    | ・セパレート パワーリクライニング ・セパレート 手動リクライニング ・セミセパレートベンチ 手動リクライニング                                                         | ・セミセパレートベンチ 2ウェイパワー   | ブレーキGバルブ ブレーキ油圧警告灯 脱落式バックミラー パッド付ステアリングホイール ▲パワーウィンドウ ▲パワードアロック                   |
| C仕様    | ・ベンチシート ・▲セパレート パワーリクライニング ・▲セパレート 手動リクライニング ・▲セミセパレートベンチ 手動リクライニング ・▲セミセパレートベンチ 2ウェイパワー | ・ベンチシート ・▲セミセパレートベンチ | オプションはA・B・D仕様車と同じ |
| B仕様    | ・▲ベンチシート ・▲セパレート 手動リクライニング ・セミセパレートベンチ 手動リクライニング                                                                          | ・ベンチシート ・▲セミセパレートベンチ | ▲ブレーキGバルブ ▲ブレーキ油圧警告灯 ▲脱落式バックミラー ▲パッド付ステアリングホイール ▲リアヒーターコントロール ▲トランクタイプクーラー |
| A仕様    | ・▲ベンチシート ・▲セパレート 手動リクライニング ・セミセパレートベンチ 手動リクライニング                                                                          | ・ベンチシート ・▲セミセパレートベンチ | ▲ブレーキGバルブ ▲ブレーキ油圧警告灯 ▲脱落式バックミラー ▲パッド付ステアリングホイール ▲リアヒーターコントロール ▲トランクタイプクーラー |

## 2代目 250型（1973年 - 1990年）
1973年、初のモデルチェンジを実施。当時の資料ではフルモデルチェンジと銘打たれているが、基本となるプラットフォームとキャビン部のエクステリアデザイン等はほぼ不変であり、実質的にはビッグマイナーチェンジにあたる。当時は3ナンバー車の税金が非常に高額であり、市場も限られていたため、少ない費用で新型車の開発を余儀なくされていた。そこで250型は150型の設計の多くを踏襲し、部分的な設計変更でコストを抑えて開発された。完全な新規設計ではないが、新型車として当時の運輸省の認可を受けているため、法的にはモデルチェンジにあたる。
外観ではフロントマスクとリアエンドを中心とした大幅なデザインの変更と、ボディサイズを全長で205mm、全幅で35mm延長することによって、派手で押し出しの強い即物的スタイリングとなった。延長された全長のほとんどは、150型で不評だったトランクルーム容量の拡大に費やされ、リアオーバーハングの増大にもつながっている。
インパネは従来のものに木目フィニッシャーを取り付け、スピードメーターの文字を変更、絵文字付スイッチノブを採用し、操作性を高めた。前席は新たにデュアルシートが標準装備となり、セパレートシートをオプションとして設定した。後席はハイバックシートを採用した。両者ともヘッドレストを備える。シート形状は乗員を柔らかく包み込むような形になり、シート表張りに新開発の素材を用いて乗り心地の向上をはかった。
エンジンは、EGRを採用したY44型 4.4L V型8気筒OHVと、150型から引き継いだH30型 3.0L 直列6気筒OHVの2種類。全車ともレギュラーガソリン仕様である。

### 年表
- 1973年8月29日 - 販売開始。グレードはY44型搭載車のD仕様とH30型搭載車のA（MT車）・B（AT車）仕様の3段階となった。これにシート、パワーキットなどのオプション部品との組み合わせを含めると合計78車種となる。昭和48年排出ガス規制に適合し、安全対策がさらに充実した[13]。
- 1975年4月2日 - マイナーチェンジ[14]。昭和50年排出ガス規制適合。型式は当初昭和50年排出ガス規制適合も単にH250型だったが制度変更によりA-H250型となる。適合するエンジンはEGI化されたY44E型エンジン1種類のみであり、グレード構成もD仕様1種類のみで装備の組合せで9段階となる。日産車初のデジタル時計（ドラム式）を装備。外観も「V8」エンブレムが「V8E」に変更、後部に「NAPS」エンブレム追加により「PRESIDENT」エンブレムが右側から左側に移設した程度にとどまる。
- 1975年12月 - 一部改良。トランクリッドハンドル新設。
- 1976年7月 - マイナーチェンジ[15]。昭和51年排出ガス規制適合。型式がC-H251型となった。リモコンミラーを電動式にした。D4以上は天井内張りおよびサンバイザーをビニール張りから布張りに変更し、運転席パワーウィンドウをワンタッチで開閉できるようになった。
- 1977年8月8日 - マイナーチェンジ[16]。昭和53年排出ガス規制適合により型式がE-H252型となった。最高級グレード「ソブリン（Sovereign）[注釈 8]」追加。「ソブリン」には150型に設定されていた後席セパレートパワーシートが採用されているほか、黒色の専用ホイールや専用のカーペットなどが採用された。グレードは「ソブリン」・「D仕様」（電動セパレートシート・セパレートシート・デュアルシート）・「C仕様」（デュアルシート）の3段階となった[16]。外観ではラジエーターグリルの意匠変更など。デュアルエアコンが全車に標準装備される。当時の発表資料では三元触媒やO2センサーといった、排出ガス規制への取り組みをアピールしていた[16]。
- 1980年3月 - 一部改良。カセット付AM/FMマルチラジオ、子時計追加。
- 1982年11月15日 - ビッグマイナーチェンジ[18]。ラジエーターグリルの意匠変更、角型4灯ヘッドランプの採用の他、内装ではインストゥルメンタルパネルを一新。ガソリンタンクの容量を75リットルから95リットルへと拡大し、リアサスペンションをパナールロッド付4リンク+コイルスプリングに変更[注釈 9]。その他、装備・仕様を向上。
- 1984年6月 - 一部改良。トランクロックシステムをキーを左に回しておくと室内から開かないように変更、パワーウインドーにロックスイッチ追加。
- 1984年12月 - 一部改良。全車にフロントスポットランプを1灯式から左右独立して使用できる2灯式に変更、バイアスタイヤの設定を廃止。ソブリンおよびD仕様のオーディオを番組予約機能付AM/FM電子チューナー（FMダイバーシティ受信システム付）ラジオ+ドルビーNR・メタル クロムテープ対応機能付カセットデッキに変更。
- 1985年1月30日 - 「ソブリン」を超える最高級グレード「ソブリンVIP」（電動セパレートシート・デュアルシート）追加[19]。既存のソブリンから強化された項目は後席回りが中心。世界初のリヤシート・エアサポート機構が左側の後席に設定。助手席の背もたれの中央を後ろに倒して、そこに足を延ばせるリラックスシートの採用（セパレートシート車）。後席の読書灯に日本で初めてハロゲンランプを採用。その他、世界初のリア断熱ガラス、後席内蔵型ヒーターなど装備を向上。専用のエンブレムバッジも取り付けられる。
- 1986年3月 - 一部改良。フェンダーミラーの大型化、後席可動式ヘッドレスト追加。「NISSAN」エンブレムの書体変更。
- 1988年11月 - 一部改良。D仕様、C仕様のホイールカバーをソブリンと同一のものに変更。
- 1989年3月 - シフトロック追加。
- 1990年1月 - カタログ等のエンジン出力表示をネット表示に変更。

販売終了前月までの新車登録台数の累計は3万3128台。
| 型式    | エンジン | グレード | シート               | 仕様          | 主な装備                     |
| ------- | -------- | -------- | -------------------- | ------------- | ---------------------------- |
| H250    | Y44型    | D仕様    | デュアルシート       | D-S、D-1、D-2 |                              |
| H250    | Y44型    | D仕様    | セパレートシート     | D-3、D-4      |                              |
| H250    | Y44型    | D仕様    | 電動セパレートシート | D-5、D-6      |                              |
| 250 (A) | H30型    | B仕様    | デュアルシート       | B-1           |                              |
| 250 (A) | H30型    | B仕様    | デュアルシート       | B-2           | マルチエアコン               |
| 250 (A) | H30型    | B仕様    | デュアルシート       | B-3           | パワーキット                 |
| 250 (A) | H30型    | B仕様    | デュアルシート       | B-4           | パワーキット・マルチエアコン |
| 250 (A) | H30型    | B仕様    | セパレートシート     | B-5           |                              |
| 250 (A) | H30型    | B仕様    | セパレートシート     | B-6           | マルチエアコン               |
| 250 (A) | H30型    | B仕様    | セパレートシート     | B-7           | パワーキット                 |
| 250 (A) | H30型    | B仕様    | セパレートシート     | B-8           | パワーキット・マルチエアコン |
| 250     | H30型    | A仕様    | デュアルシート       | A-1           |                              |
| 250     | H30型    | A仕様    | デュアルシート       | A-2           | マルチエアコン               |
| 250     | H30型    | A仕様    | セパレートシート     | A-3           |                              |
| 250     | H30型    | A仕様    | セパレートシート     | A-4           | マルチエアコン               |

| シート               | グレード | 主な装備                                                                                  |
| -------------------- | -------- | ----------------------------------------------------------------------------------------- |
| デュアルシート       | D-1      | ジャージ地シート・パワーキット・マルチエアコン                                            |
| デュアルシート       | D-2      | ジャージ地シート・パワーキット・マルチエアコン・E.L.Aブレーキ装置                         |
| デュアルシート       | D-4      | 朱子織りナイロン地シート・パワーキット・マルチエアコン・E.L.Aブレーキ装置                 |
| デュアルシート       | D-5      | 朱子織りナイロン地シート・パワーキット・マルチエアコン・E.L.Aブレーキ装置                 |
| セパレートシート     | D-3      | ジャージ地シート・マルチエアコン                                                          |
| セパレートシート     | D-6      | 朱子織りナイロン地シート・パワーシート・マルチエアコン・E.L.Aブレーキ装置                 |
| セパレートシート     | D-7      | 朱子織りナイロン地シート・パワーキット・マルチエアコン・E.L.Aブレーキ装置                 |
| 電動セパレートシート | D-8      | 朱子織りナイロン地シート・パワーキット・マルチエアコン                                    |
| 電動セパレートシート | D-9      | 朱子織りナイロン地シート・パワーキット・マルチエアコン・E.L.Aブレーキ装置・ELメーター照明 |

| 型式    | グレード | フロント シート | ショック アブソーバー | 装備 |
| ------- | -------- | --------------- | --------------------- | --- |
| H252    | C仕様    | 手動デュアル    | 筒型複動式            | |
| H252DS  | D仕様    | 手動デュアル    | 筒型複動式            | ・等速ジョイント ・電子チューナー ・前席カセットデッキ ・リアオーディオコントロール ・後席中央用2点式シートベルト ・車速検知式オートドアロック                      |
| H252DWS | D仕様    | 手動セパレート  | 筒型複動式            | ・等速ジョイント ・電子チューナー ・前席カセットデッキ ・リアオーディオコントロール ・後席中央用2点式シートベルト ・車速検知式オートドアロック                      |
| H252DJS | D仕様    | 電動セパレート  | 筒型複動式            | ・等速ジョイント ・電子チューナー ・前席カセットデッキ ・リアオーディオコントロール ・後席中央用2点式シートベルト ・車速検知式オートドアロック                      |
| H252XJS | ソブリン | 電動セパレート  | 渦流式                | ・等速ジョイント ・電子チューナー ・前席カセットデッキ ・リアオーディオコントロール ・後席中央用2点式シートベルト ・車速検知式オートドアロック                      |
| H252XJS | ソブリン | 電動セパレート  | 渦流式                | ・空気清浄機 ・TVチューナー ・後席録音機構付カセットデッキ ・ラジオスイッチ連動式パワーアンテナ ・8スピーカー ・電話機本体収納ボックス （リアセンターアームレスト） |

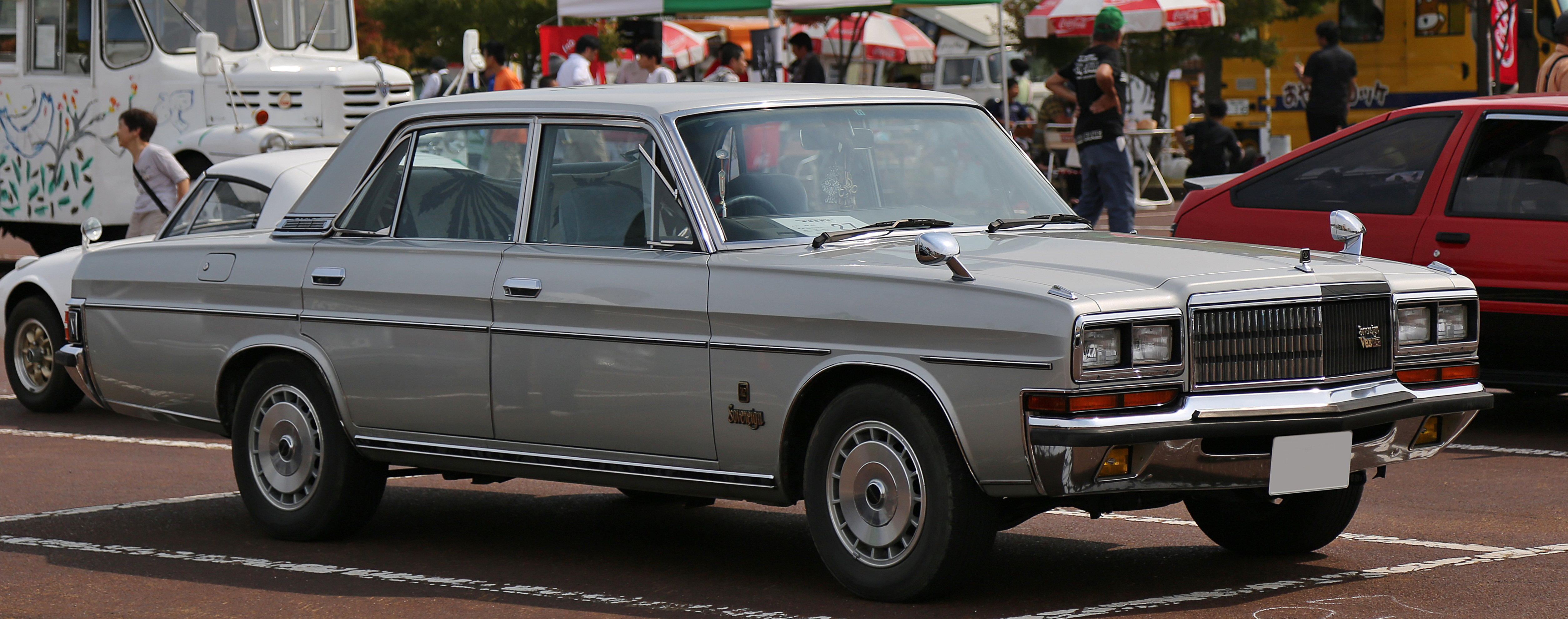
1985年式H252型（ソブリンVIP）フロント
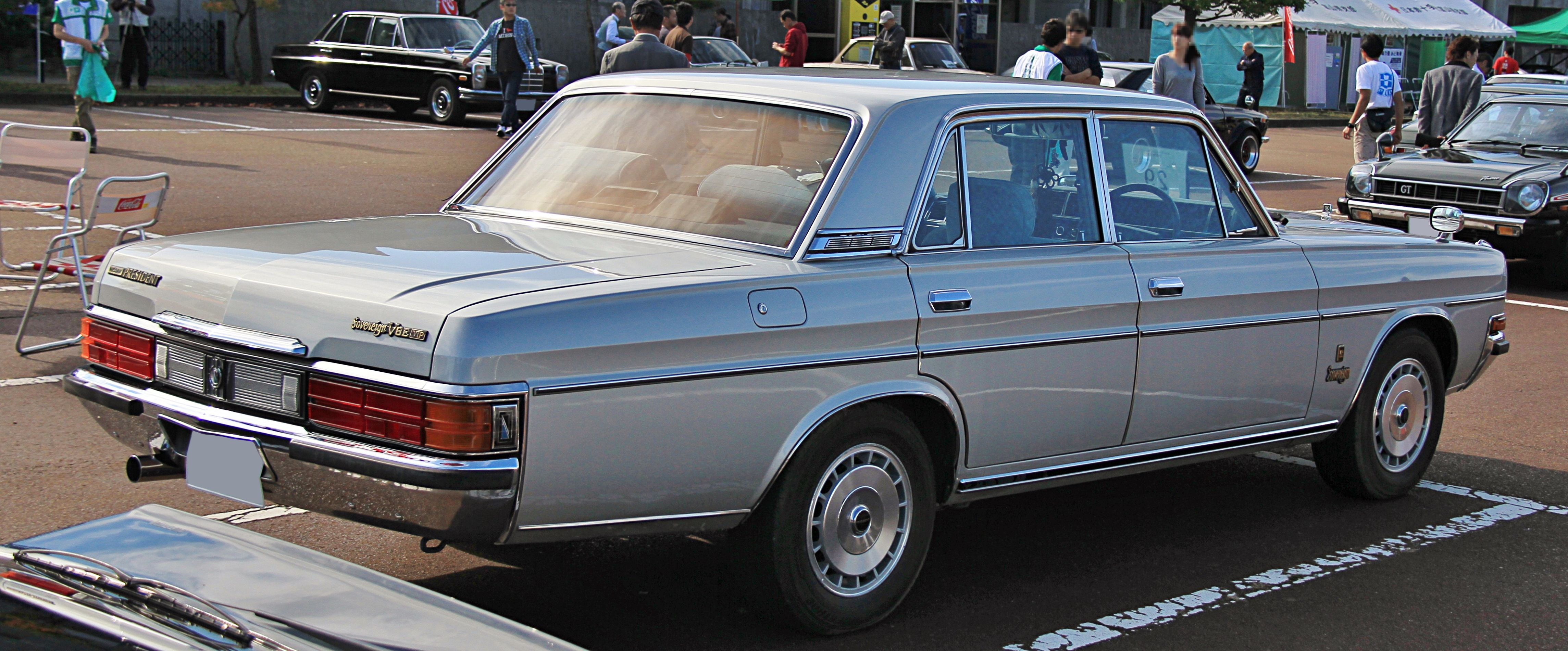
1985年式H252型（ソブリンVIP）リア
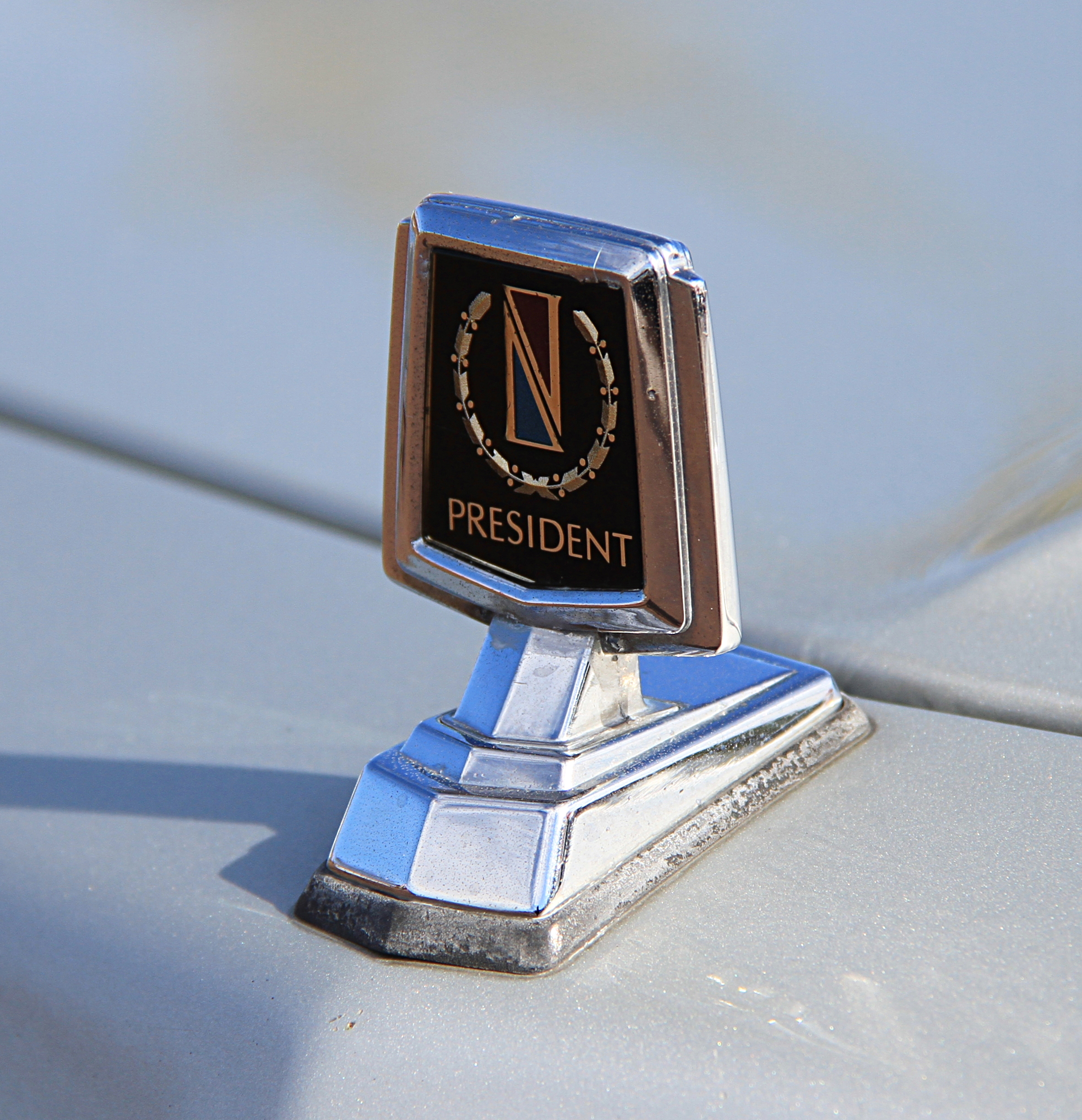
1985年式のオーナメント
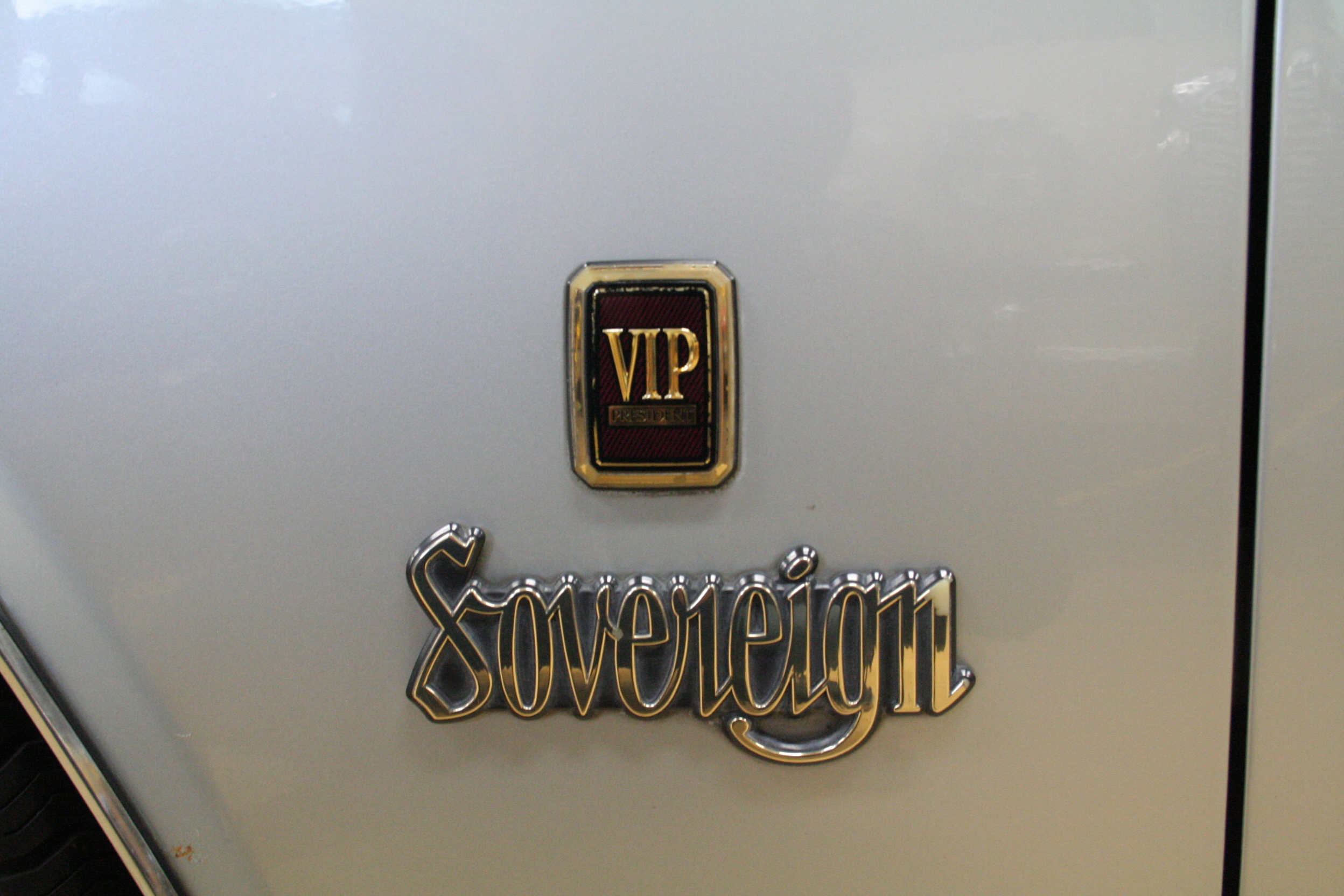
側方に取り付けられるソブリンVIP専用バッジ
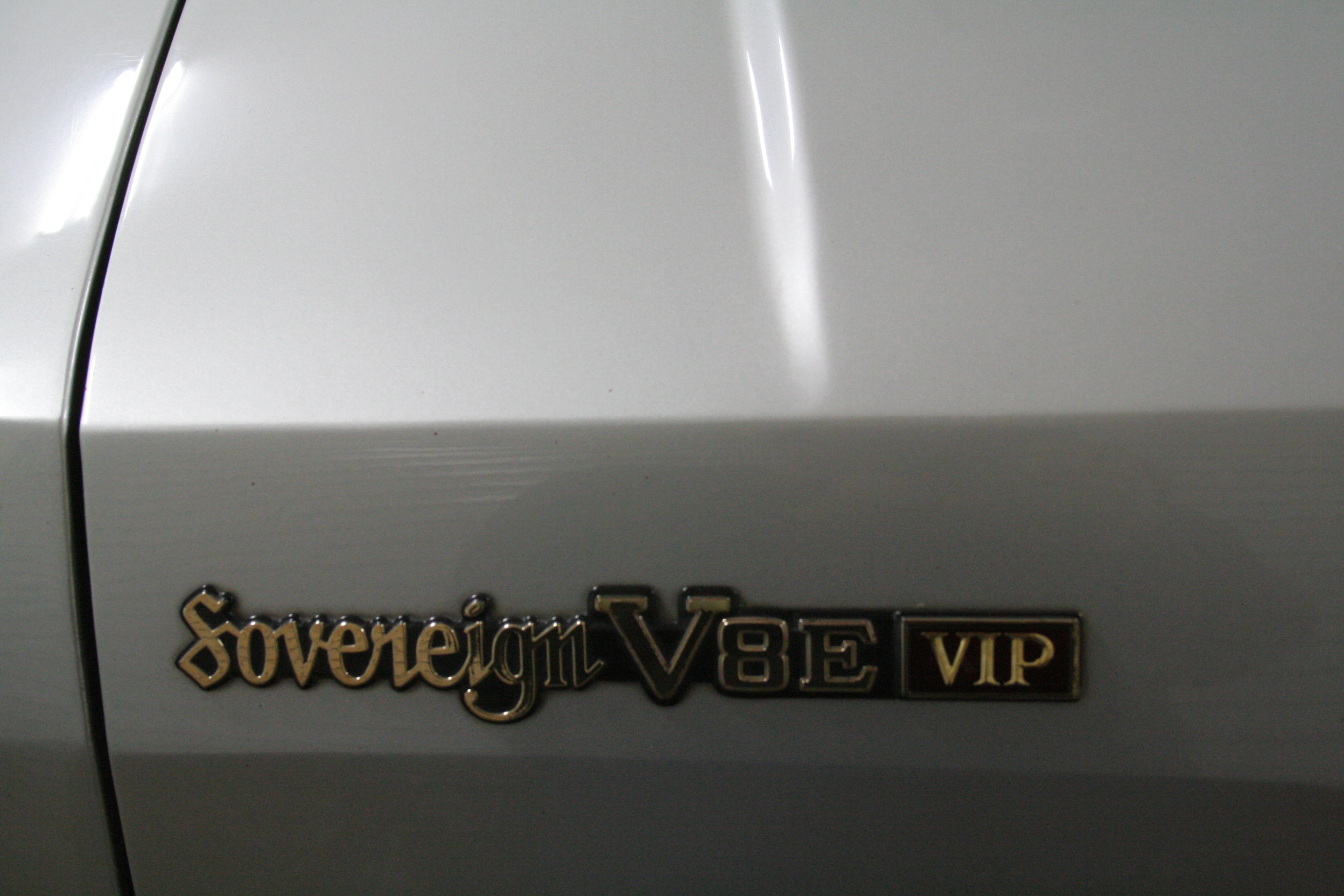
後方に取り付けられるソブリンVIP専用バッジ

## 3代目 JG50/PG50型（1990年 - 2003年）
1989年11月に登場したインフィニティQ45（G50型）をベースに、ラジエーターグリルを持つ専用フロントマスクなどが与えられている。この型から、生産工場が栃木工場へ移管された。
フードオーナメントは棕櫚の葉をモチーフとしており、プレジデントの伝統とユーザーの栄光を表現した。前後のコーポレートマークは七宝のオーナメントとなっている。先代と比較してホイールベースを180mm、室内長を145mm、室内幅を10mm延長・拡大したことで、より後席空間にゆとりを持たせた。
搭載エンジンはVH45DE型 4.5L V型8気筒DOHC。インフィニティQ45と同じエンジンであるが、法人向けとしての性格上、特性が変更されている。トランスミッションは電子制御の4速AT（E-AT）を採用し、エンジン・オートマチック統合制御（DUET-EAII）によってスムーズかつ静粛な走りを可能とした。静粛性についても、100 km/h走行時の後席騒音レベルは62デシベルに抑えられている。
発売当初は油圧アクティブサスペンションを装着し、かつインフィニティQ45からホイールベースを延長したベースグレードのみであった。1992年2月には、インフィニティQ45と同じホイールベースを持つプレジデントJS（PG50型）を追加。アクティブサスペンション車の型式はJHGまたはPHG、バネサスペンション車はJGまたはPGとなる。
安全装備として、ビスカスデフ付TCS、ABS、ハイマウントストップランプを採用したことで予防安全性を確保した。衝突安全性においては、高強度のキャビンの実現と車体前後のクラッシャブルゾーン最適化のほか、シートベルト、SRSエアバッグ（運転席）、サイドドアビーム（前後ドア）を採用している。
1994年のマイナーチェンジでは、「最上級車としての乗り心地のさらなる向上と内外装の充実」をねらいとし、油圧アクティブサスペンションにプレビュー機能を追加、外観ではフォグライトやメッキモールの採用、フロントグリルやリアコンビネーションランプの意匠変更が主な変更点である。内装では、操作系の視認性と利便性向上に加えて新たに木目調パネルが採用された一方、コスト削減目的で前期型に標準装備されたシルクウールシートおよびウールモケットシートが廃止され、全車ジャガードモケットシートとなった。また、自動車多重通信ネットワークシステム「IVMS」の採用によりハーネス類の省線化を実現したほか、マルチリモートエントリーシステム、リバース連動ドアミラー、オートライトシステムなどが全車標準装備とされた。
1998年のマイナーチェンジでは、各メッキパーツの手直し（ラジエーターグリルの大型化等）が行われ、キセノンヘッドランプが装備された。快適装備についてはナビゲーションシステムも刷新され、コンパスリンク対応のマルチAVシステムとなった（オプション設定）。マルチAVシステム搭載車には、後席用フリップダウンモニターが装着された。ソブリンには250型に設定されていた後席用カセットデッキも装着される。また、後席エアバッグが廃止され、代わりにY33型シーマにも採用されていた後席サイドエアバッグを全車標準装備とした。
オプションとしてコノリーレザー仕様(約90万円)が存在した。フロアマットについてはオプションで段通マット、ペルシャマット(約30万円)が用意された。
歴代プレジデントで唯一テレビCMが制作され、発売初期と1996年（日産が提供していたフジテレビ「ラテン専科」内）に放送された。

### 年表
- 1989年10月 - JG50型プレジデントを東京モーターショー（10月26日から11月6日まで）に出展[29]。
- 1990年10月24日 - 全国の日産系列店および一部のモーター系列店にて発売[22]。
- 1992年2月3日 - グレード追加[23]。新たに一部装備を簡素化した油圧アクティブサスペンションのV仕様、マルチリンクサスペンションのD仕様（JG50型）が用意された。さらに、公用・社用車ではなく個人購買層を意識し、インフィニティQ45と同じホイールベースを持つ「プレジデントJS（PHG50・PG50型）」が登場。
- 1993年4月27日 - 左側後部座席用のエアバッグ装着車を設定[30]。これは助手席の背面にエアバッグシステムを装着し、後部座席の搭乗者を助けるというもの。そのため、助手席シートはスライド量が少なくなり、リクライニング機能もなくなる。同時に助手席エアバッグもオプション設定されたが、後席エアバッグとの同時装着はできなかった。標準仕様とJSタイプGにのみ設定されていた助手席電動可倒式ヘッドレストが全車標準になった。
- 1994年5月18日 - マイナーチェンジ[26]。250型に設定されていた最高級グレード「ソブリン」が復活。V仕様は廃止され、D仕様はタイプDに名称変更された。JSタイプＸが廃止され、タイプLが設定された。
- 同日 - オーテックジャパンの手による「ロイヤルリムジン」が追加[26][31]。グレードはロイヤルセレクションIとセンターパーテーション装着のロイヤルセレクションII。生産は高田工業が受託していた。完全受注生産で、生産台数は11台と極めて珍しいクルマとなっている。
- 1995年11月 - 一部改良。プレジデントJSにAVシステムをオプション設定。
- 1996年6月 - オーテックジャパンの手による「リラックスシート」が追加。装備仕様は、ベースとなる「プレジデント」「プレジデントJS」と同一であるが、助手席電動前倒れヘッドレストおよび助手席肩部スイッチが非装着となる。また、後席SRSエアバッグシステム（左席）のメーカーオプションの設定はない。
- 1997年9月24日 - 一部改良[32]。シートのデザイン変更、グリーンガラス、後席中折れシート、後席シートバイブレーター、リラックスシートの採用。JSタイプSが廃止された。
- 1998年12月2日 - マイナーチェンジ[27]。
- 2002年8月[24][25] - JHG50型、JG50型、PHG50型、PG50型の全モデルが生産終了。在庫対応分のみの販売となる。
- 2003年9月[33] - 在庫対応分がすべて完売し販売終了。

### 各仕様
無印は標準、▲はオプション。
| グレード    | サスペンション                | シート生地   | 主な装備 |
| ----------- | ----------------------------- | ------------ | --- |
| 標準仕様    | 油圧アクティブ サスペンション | シルクウール | 後席専用テレビ・助手席前倒式ヘッドレスト ▲コノリーレザーシート その他の装備はV仕様と同じ |
| V仕様       | 油圧アクティブ サスペンション | シルクウール | ▲本革シート その他の装備はD仕様と同じ |
| D仕様       | マルチリンク式 サスペンション | ウール       | オートリターン付リヤパワーシート フルフラットシート 運転席オートドライビングポジションシステム 助手席パワーシート 運転席シートアームレスト 電動パネルサンルーフ フルオートITエアコン 電制アクティブサウンドシステム+6スピーカー ▲後席専用テレビ ▲前席ハンドフリー、後席ハンドセット自動車電話 ▲フルサイズスペアタイヤ ▲ルーフドリップモール |
| JS・タイプG | 油圧アクティブ サスペンション | シルクウール | オートリターン式リヤパワーシート リヤシートヒーター 助手席前倒式ヘッドレスト 電動パネルサンルーフ ▲本革・コノリーレザーシート ▲V-TCS その他の装備はタイプX・Sと同じ |
| JS・タイプX | 油圧アクティブ サスペンション | ウール       | 運転席オートドライビングポジションシステム 助手席パワーシート 運転席シートアームレスト 電動パネルサンルーフ フルオートITエアコン BOSEオーディオシステム+4スピーカー ▲フルサイズスペアタイヤ ▲ルーフドリップモール |
| JS・タイプS | マルチリンク式 サスペンション | ウール       | 運転席オートドライビングポジションシステム 助手席パワーシート 運転席シートアームレスト 電動パネルサンルーフ フルオートITエアコン BOSEオーディオシステム+4スピーカー ▲フルサイズスペアタイヤ ▲ルーフドリップモール |

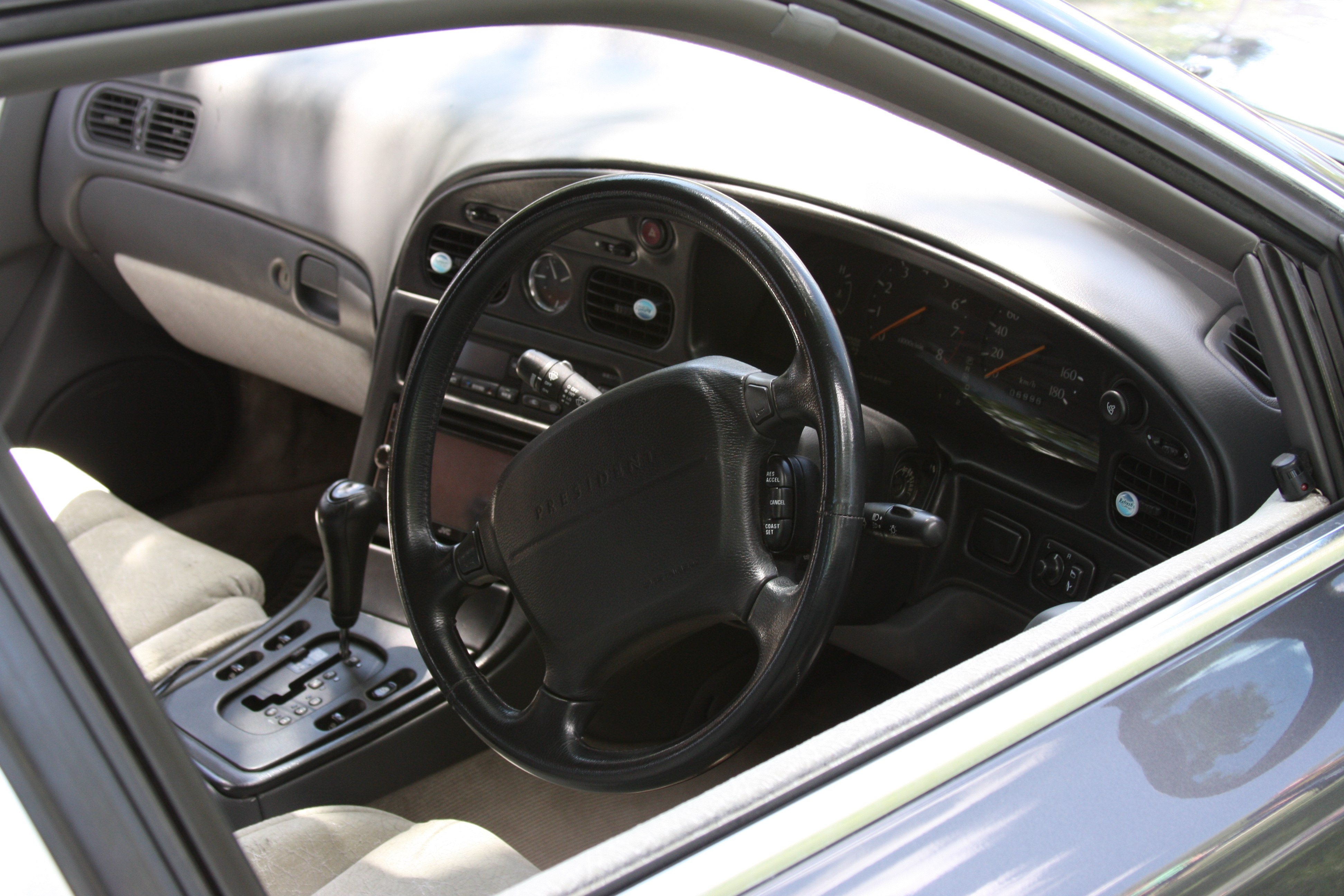
1992年式 ダッシュボード
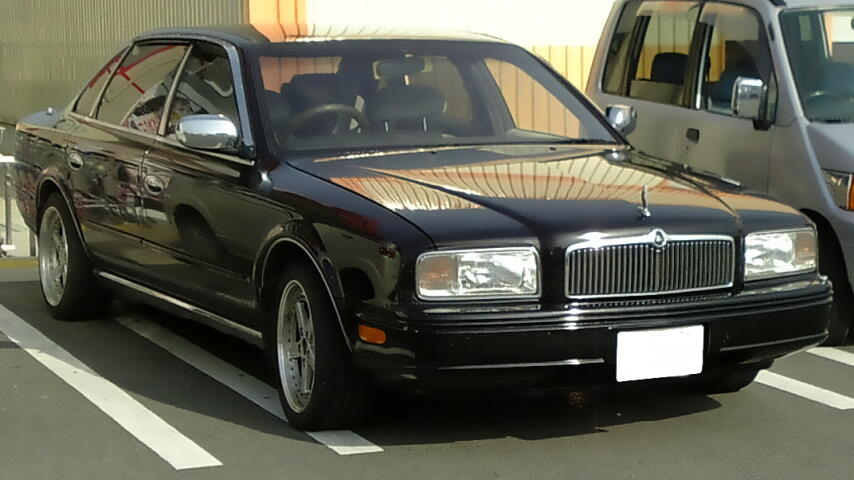
1990年式 前期型 ベースグレード
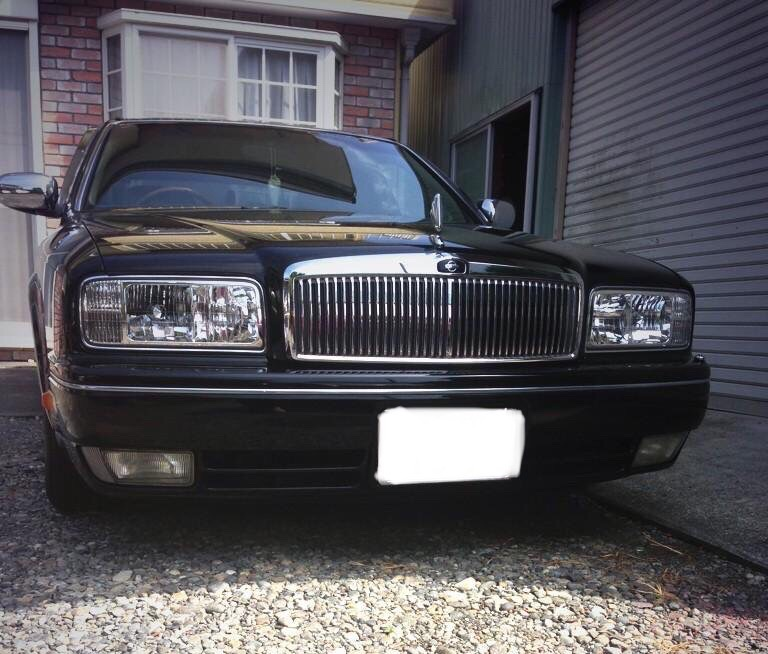
2002年式 後期型 ソブリン

## 4代目 PGF50型（2003年 - 2010年）
2001年1月に登場したF50型シーマとコンポーネンツを共有する上級車種として登場。エンジンもシーマと同一のVK45DE型 4.5L V型8気筒DOHC（280PS）を搭載する。外見上の違いとしてはメッキ加飾、フロントグリル、フードマスコット、リアのナンバープレート位置など。内装では遮音材が厚くなっており、静音性が向上している。また、レッドステージ、ブルーステージ双方での取り扱い車種であったシーマとは異なり、ブルーステージとレッド&ブルーステージ専売車種であった。
グレードは「ソブリン5人乗り」と「ソブリン4人乗り」の2種類のみ。4人乗りにはセダンとしては初めて助手席格納シートが装備された。また、後席VIPパックとしてバイブレーター付きリラックスシート、後席用格納式テーブル、後席乗降グリップがセットで装備される。これらは5人乗りにもオプション設定されているが、このような装備の差で標準装備のみで比べると4人乗りは5人乗りより約100万円高い。シーマの最上級グレードと比べても、5人乗りは200万円近い差があった。
4人乗りにはほかにも後席8インチワイド液晶モニター（アームレストにはビデオ入力装備）、後席用DVDプレーヤー、BOSE製8スピーカーサウンドシステム、後席用多機能大型センターコンソールなど他の車でオプション設定される様な装備が全て標準装備されている。後席VIPパック装着車は後席を優先したものなので、助手席パワーオットマン機構や助手席アクティブヘッドレストは装備されない。「ソブリン」エンブレムは先代から唯一流用されたパーツであり、フェンダーにグレードエンブレムが装備される日本車は、近年のモデルではプレジデントのみである。
この4代目にあたるPGF50型の開発期間では、日産はまだ経営再建中だったためコスト削減がさらに行われている。ホイールベースの延長がされなかったどころか、ボディそのものもシーマと共通なのはこのためであり、車内空間の拡大が容易ではなかった。結局、2010年8月には販売を終了し系譜も途絶えているが、これは当時の安全基準を満たせなくなった以外にも、日産の経営不振やプレジデントの販売不振が影響している。実際の販売台数も当初はVIP向け、ハイヤー需要向けに売り上げがあったものの、2009年度にはたったの63台にも落ち込んでいた。

### 年表
- 2003年10月 - PGF50型にフルモデルチェンジ[36]。「平成12年基準排出ガス75％低減レベル（U-LEV）」をクリアした。
- 2005年4月 - 国土交通省基準「平成17年基準排出ガス50％低減レベル（U-LEV）」に適合する。
- 2008年2月 - シーマとともにマイナーチェンジ[38]。本革の車検証ケースが標準装備となり、ナビゲーションがカーウイングスに対応。またボディカラーに新色が追加され、エクストレイル・フーガ・シーマにも採用されたスクラッチシールド塗装を全色に設定。
- 2009年1月14日 - 一部改良。シーマと同様にフードオーナメントが隆起タイプから埋め込みタイプに変更される。
- 2010年6月[39] - 生産終了。以降は在庫対応分のみの販売となる。
- 2010年8月 - シーマとともに販売を終了し、ウェブカタログからも削除された。これにより、日産の日本国内における販売ラインナップからV型8気筒エンジン搭載車が消滅した。後継車はなく[1]、法人向け大型高級乗用車は3代目エルグランドVIPに集約された。日産のフラッグシップの座は既存の2代目フーガ（Y51型）が一時的に担い、2012年に登場する5代目シーマ（HGY51型）がさらにその座を引き継ぐこととなった[40]。

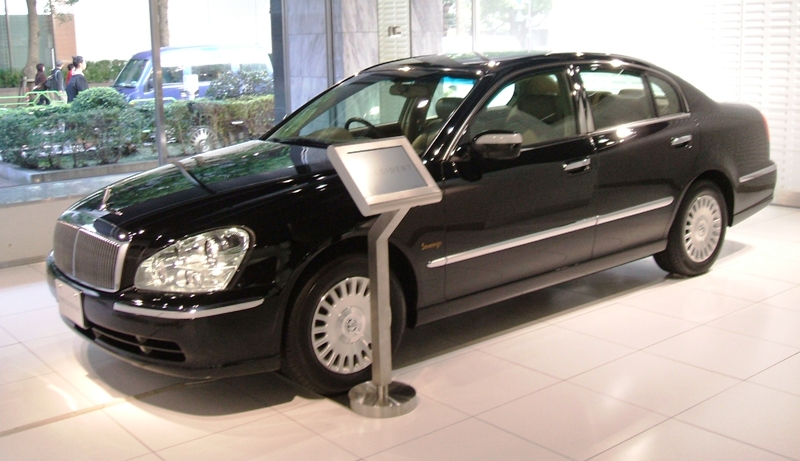
前期型（2003年10月 - 2009年1月）
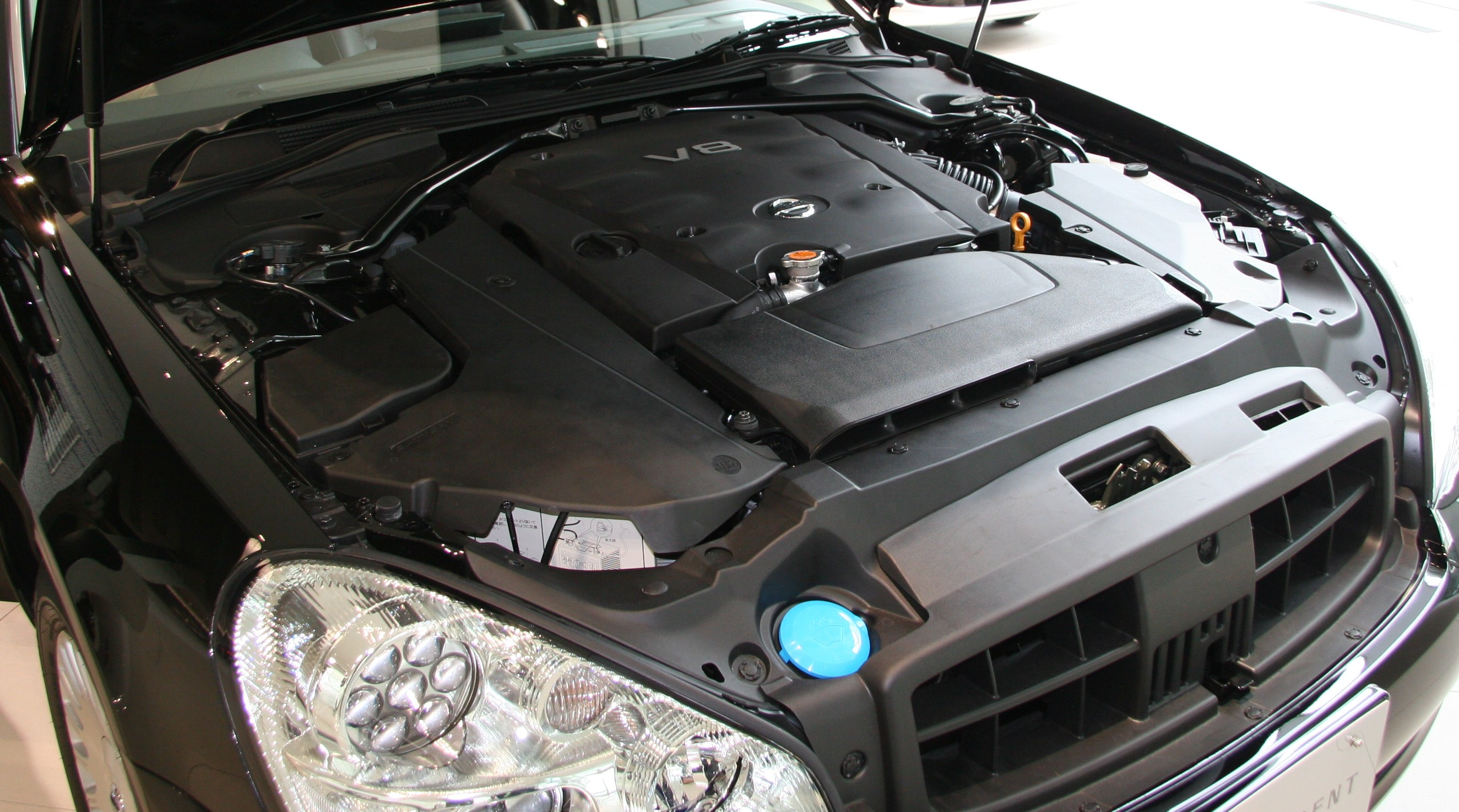
2008年式 エンジンルーム

## 日本国外での実績
トヨタ・センチュリーと同様に日本国内専用車として販売してきたが、250型以降は香港を皮切りにタイ・マレーシア・シンガポール等、左側通行/右ハンドル方式を採用しているアジア諸国に販売された。また、中古車としてオセアニアへ輸出されたものも存在する。
中華圏における中文は「日産首領」あるいは「日産総統」（繁体字: 日產總統）である。中華人民共和国の最高指導者である鄧小平は訪日した際に日産から特別に寄贈されており、香港の大富豪である李嘉誠は社用車として愛用したことで知られる。